# Martinová
Martinová, ungarisch Mártonfalva (bis 1927 slowakisch auch „Martinovce“; ungarisch auch Mártonfala oder Nemesmartonfala) ist eine Gemeinde in der südlichen Mittelslowakei mit 205 Einwohnern (Stand 31. Dezember 2024), die im Okres Rimavská Sobota, einem Kreis des Banskobystrický kraj, liegt und zur traditionellen Landschaft Gemer gehört.

## Geographie
Die Gemeinde befindet sich im Südteil des Talkessels Rimavská kotlina (Teil der größeren Einheit Juhoslovenská kotlina), auf linksseitiger Flurterrasse der Rimava. Das Ortszentrum liegt auf einer Höhe von 170 m n.m. und ist 16 Kilometer von Rimavská Sobota entfernt.
Nachbargemeinden sind Dubovec im Westen, Bottovo im Nordwesten und Norden, Orávka im Nordosten und Osten, Rimavská Seč im Südosten und Chrámec im Süden.

## Geschichte

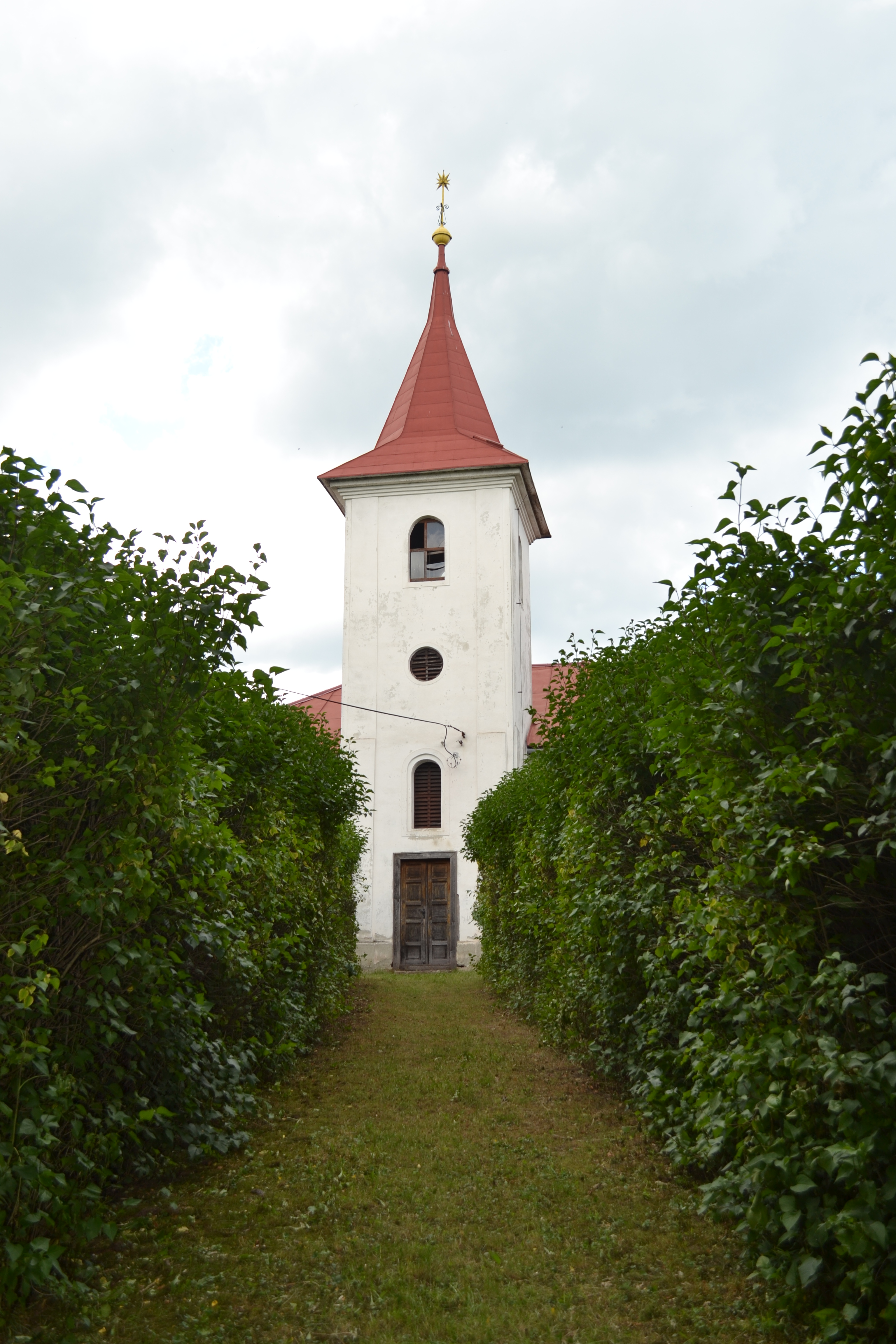
Reformierte Kirche

Martinová wurde zum ersten Mal 1427 als Martonfalua schriftlich erwähnt und war damals Besitz des Geschlechts Jeneg, die hier 14 Porta besaßen. In der Zeit der Türkenkriege wurde der Ort zerstört und erneut im Jahr 1683 durch aufständische Truppen von Emmerich Thököly. 1773 wohnten hier 13 leibeigene Bauern- und fünf Untermieterfamilien, 1828 zählte man 407 Einwohner, die als Landwirte beschäftigt waren.
Bis 1918/19 gehörte der im Komitat Gemer und Kleinhont liegende Ort zum Königreich Ungarn und kam danach zur Tschechoslowakei beziehungsweise heute Slowakei. Auf Grund des Ersten Wiener Schiedsspruchs lag er von 1938 bis 1944 noch einmal in Ungarn.

## Bevölkerung
| Jahr                | 1994 | 2004    | 2014    | 2024   |
| ------------------- | ---- | ------- | ------- | ------ |
| Anzahl der Personen | 198  | 197     | 200     | 205    |
| Unterschied         |      | −0,50 % | +1,52 % | +2,5 % |

| Jahr                | 2023 | 2024    |
| ------------------- | ---- | ------- |
| Anzahl der Personen | 209  | 205     |
| Unterschied         |      | −1,91 % |

Gemäß der Volkszählung 2011 wohnten in Martinová 230 Einwohner, davon 127 Magyaren, 48 Roma, 40 Slowaken und zwei Tschechen. 13 Einwohner machten keine Angabe zur Ethnie.
83 Einwohner bekannten sich zur römisch-katholischen Kirche, 39 Einwohner zur reformierten Kirche, drei Einwohner zu den Zeugen Jehovas, zwei Einwohner zur Evangelischen Kirche A. B. und ein Einwohner zur evangelisch-methodistischen Kirche. Ein Einwohner bekannte sich zu einer anderen Konfession, 16 Einwohner waren konfessionslos und bei 80 Einwohnern wurde die Konfession nicht ermittelt.

## Baudenkmäler
- reformierte Kirche im gemischten barock-klassizistischen Stil aus dem Jahr 1760[6]

## Verkehr
Durch Martinová verläuft die Straße 2. Ordnung 571 (Fiľakovo–Jesenské–Kráľ). Der nächste Bahnanschluss an der Bahnstrecke Bánréve–Fiľakovo besteht in den Bahnhöfen Jesenské und Číž kúpele.